# Eugène Woestyn
Abuffard Eugène Augustin Woestyn (Romorantin-Lanthenay, 16 octobre 1822 - Paris 10e, 18 avril 1861) est un auteur dramatique, librettiste, poète, journaliste, chansonnier et écrivain français.

## Biographie
Il rencontre Victor Hugo à 14 ans et lui fait lire ses poèmes. Il devient ensuite critique et rédacteur au Figaro, et par sa profession, laisse dès 1840 une correspondance avec des auteurs comme Honoré de Balzac. Il participe aussi au Journal du dimanche à Paris ou entre autres au Gaulois, officie comme rédacteur en chef du Foyer (1843) et laisse de nombreux articles parfois polémistes qui l'ont amené à une importante querelle avec Frédérick Lemaître. En 1857, il devient aussi rédacteur en chef du Blason de l'Industrie française et en 1858 du Figaro-programme.
Ses pièces ont été représentées sur les plus grandes scènes parisiennes du XIXe siècle : Théâtre de la Porte-Saint-Martin, Théâtre de l'Ambigu-Comique, etc.

## Œuvres
- Essais poétiques, 1837
- Riens, poésies, 1838
- La Voie sacrée ou les Étapes de la gloire, drame militaire en 5 actes, avec Ernest Bourget et Hector Crémieux, 1839
- Bonaparte, ode, 1840
- Feuillets d'histoire dédiés au peuple, 1841
- Passion de Notre Seigneur Jésus-Christ, tirée des quatre Évangiles et traduite en vers français par Eugène Woestyn, ouvrage destiné à cultiver la mémoire des enfants dans les petits séminaires, les écoles chrétiennes et généralement toutes les maisons d'éducation
- Aux enfants de Paris. La Républicaine ou le Peuple est roi, cantate chantée par Adalbert, paroles d'Eugène Woestyn, musique d'Amédée Artus, 1847
- Montdidier, 1847
- Le Livre du cellier et de la conservation des vins, 1852
- Le Livre de la broderie, du crochet et du filet, 1852
- Le Livre de la danse, 1852
- Le Livre de la dentelle, ou Manuel de la dentelière, 1852
- Le Livre de la parfumerie de famille, 1852
- Le Livre de la pianiste et du plain-chant, 1852
- Le Livre de l'hygiène domestique, 1852
- Le Livre des conserves et confitures, 1852
- Le Livre du découpage à table, ou Manuel de l'écuyer tranchant, 1852
- Le Livre de la coiffure, 1852
- Le Livre de l'art du chant, 1852
- Le Livre des dames poètes depuis les premiers siècles littéraires jusqu'à nos jours, 1852
- Le Livre des domestiques, 1852
- Le Livre des jeux de salon, 1852
- Le Livre des amusements de la veillée, 1852
- La Saint Napoléon au village, cantate patriotique, 1852
- La Ferme de Kilmoor, opéra-comique en 2 actes, avec Alphonse Varney, 1852
- Histoire de la Saint-Napoléon, 1855
- Angleterre et France, avec Charles Duggé, odes, 1855
- Guerre d'Orient, les victoires et conquêtes des armées alliées, 2 vol., 1856
- Le Blason de l'industrie française. Verrerie, 1856
- Les Enfants du peuple, drames historiques, 1857
- Roi des îles, drame en cinq actes et huit tableaux, avec Jan Czynski, 1860
- Les Folies Nouvelles, avec Eugène Moreau, non daté